# Kira (ort)
Kira är en ort i Burkina Faso.   Den ligger i regionen Boucle du Mouhoun, i den västra delen av landet, 190 km väster om huvudstaden Ouagadougou. Kira ligger 329 meter över havet och antalet invånare är 671.
Terrängen runt Kira är platt. Runt Kira är det ganska glesbefolkat, med 39 invånare per kvadratkilometer.. Närmaste större samhälle är Siou, 5,4 km öster om Kira.
Omgivningarna runt Kira är en mosaik av jordbruksmark och naturlig växtlighet.